# The Electric Flag
 (juillet 2017).
Si vous disposez d'ouvrages ou d'articles de référence ou si vous connaissez des sites web de qualité traitant du thème abordé ici, merci de compléter l'article en donnant les références utiles à sa vérifiabilité et en les liant à la section « Notes et références ».

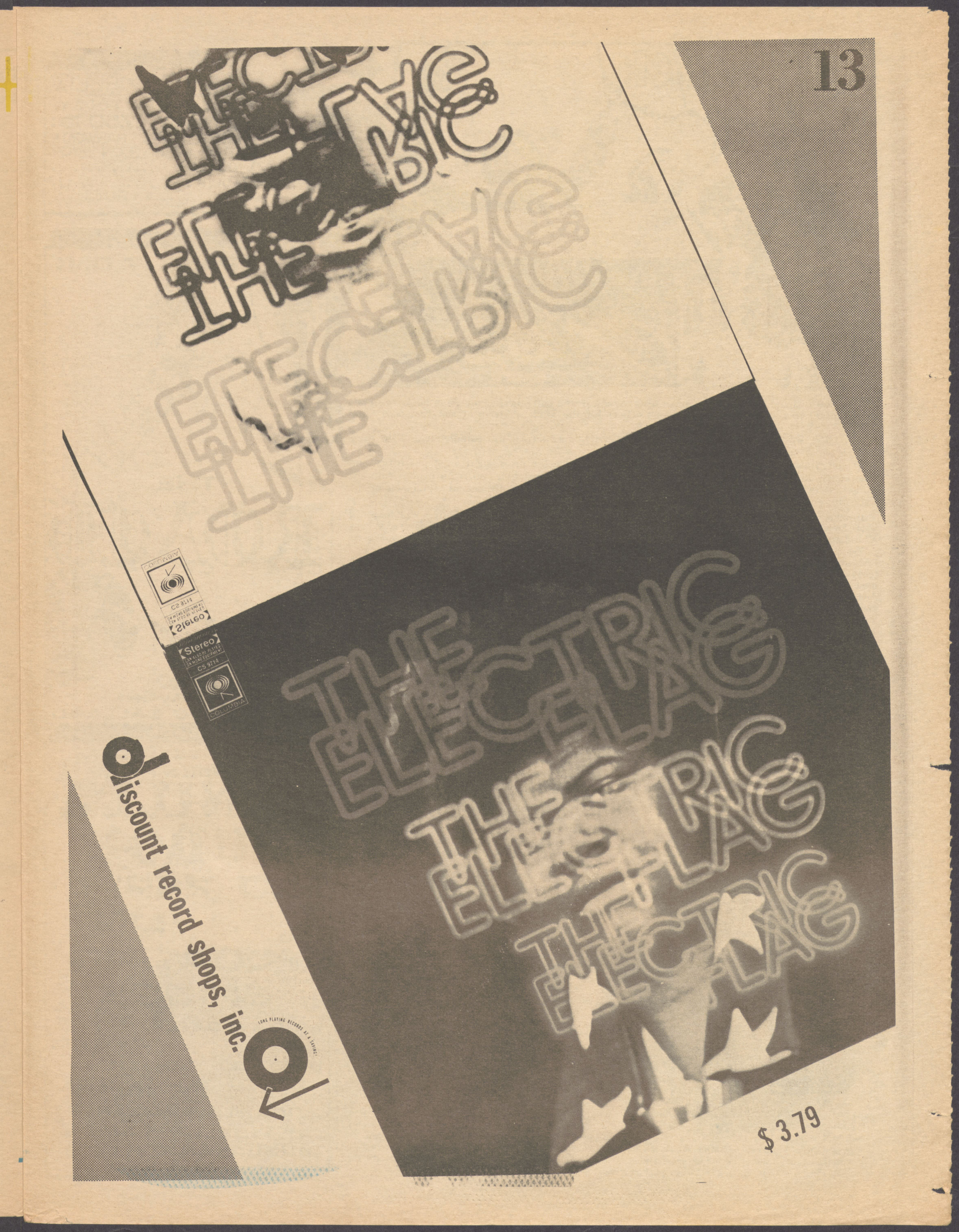
Publicité de l'époque pour The Electric Flag.

The Electric Flag, formé en 1967 à Chicago, était un groupe de blues rock comprenant le guitariste Mike Bloomfield, le clavier Barry Goldberg et le bassiste Harvey Brooks. Mike Bloomfield venait du Paul Butterfield Blues Band. Le groupe atteindra son apogée en 1968 avec la sortie de l'album A Long Time Comin' un amalgame de rock, jazz, blues et de Rhythm and blues.
Le premier enregistrement réalisé par Electric Flag fut la bande son du film The Trip, sortie en 1967, qui avait pour thème une expérience au LSD de Peter Fonda. D'après un scénario écrit par Jack Nicholson. Le metteur en scène était Roger Corman.

## Histoire
Mike Bloomfield a voulu créer son propre groupe qui associerait blues, soul et le Rhythm and blues, mélange qu'il appelait la « musique américaine. » Il a été inspiré par B.B. King, T-Bone Walker, et Guitar Slim, mais également par Otis Redding, Steve Cropper, Booker T. and the M.G.'s, et d'autres artistes des studios Stax. Il a été influencé par la country, le gospel et les formes traditionnels de blues. Il a créé Electric Flag, dont le premier nom a été American Music Band, au printemps de 1967, après une session avec James Cotton qui avait une section de cuivre. Bloomfield a décidé que son nouveau groupe aurait aussi une section de cuivre et jouerait un amalgame des « musiques américaines » qu'il a aimées. Mike Bloomfield et Goldberg ont rassemblé le groupe à San Francisco sous la direction d'Albert Grossman. Ils ont immédiatement commencé à travailler sur leur premier projet - la bande sonore du film The Trip.
Le groupe a fait ses débuts sur scène au Monterey Pop Festival, le premier festival de rock des années 60. Electric Flag a reçu un bon accueil par les 55 000 participants. Après Monterey, Electric Flag a fait des tournée dans le Nord-Est des États-Unis et dans la région de San Francisco tout en travaillant aux enregistrements pour Columbia Records. Malgré les bonnes critiques, Electric Flag est demeuré ignoré du grand public du fait de l'absence de production de disque.
Au début de 1968, le batteur Buddy Miles a pris de l'importance dans la direction musicale du groupe. Le répertoire du groupe a alors inclus des reprises de morceau de musique soul de l'époque et des classiques du blues. Le groupe n'a produit qu'une douzaine de morceaux originaux, la plupart du temps écrits par Nick Gravenites.
En mai 1968, un mois après la sortie de A Long Time Comin', Mike Bloomfield, à la suite de conflits avec Buddy Miles, a quitté le groupe. Bien que le groupe ait essayé de continuer sous la direction Buddy Miles, Electric Flag a fini par disparaitre. Les conflits de personnalité, des sensibilités musicales différentes, et des séries de problèmes de drogue ont accéléré la chute du groupe.
Bien que Electric Flag n'ait existé dans sa configuration originale que moins d'un an, le groupe a fait une forte impression sur les critiques et les musiciens de l'époque, principalement dans la région de San Francisco où il était basé. Il a été l'un des premiers groupes de rock à comprendre une section de cuivre comme le feront plus tard Blood, Sweat and Tears avec Al Kooper.
Une reformation du groupe a eu lieu en 1974, Electric Flag a sorti l'album The Band Kept Playing qui n'a pas eu de succès commercial et le groupe s'est à nouveau dissous quelques mois après. Il a pendant cette période fait quelques concerts de façon sporadique.
Les 28 et 29 juillet 2007, un concert a eu lieu au Monterey County Fairgrounds en commémoration du quarantième anniversaire du Monterey Pop Festival. The Electric Flag y a joué avec des membres originaux Gravenites, Goldberg et Hunter associés à des musiciens de Tower of Power et The Blues Project. Le groupe a joué des morceaux de son premier album, avec plusieurs reprises de blues.

## Discographie

### Musique de film
- The Trip (1967)

### Albums
- A Long Time Comin' (1968) (avec Bloomfield and Goldberg)
- The Electric Flag: An American Music Band (1968) (avec Buddy Miles, après le départ de Bloomfield et Goldberg)
- The Band Kept Playing (1974)
- Old Glory: Best of the Electric Flag (1995) (compilation, incluant des morceaux joués lors du Monterey Pop Festival)
- Groovin' Is Easy (1983), The Electric Flag: Live (2000), I Found Out (2000), Funk Grooves (2003) (des morceaux venant d'enregistrement réalisé lors de la reformation en 1974 et des morceaux du groupe original datant de 1968)